# Розбиті обличчя

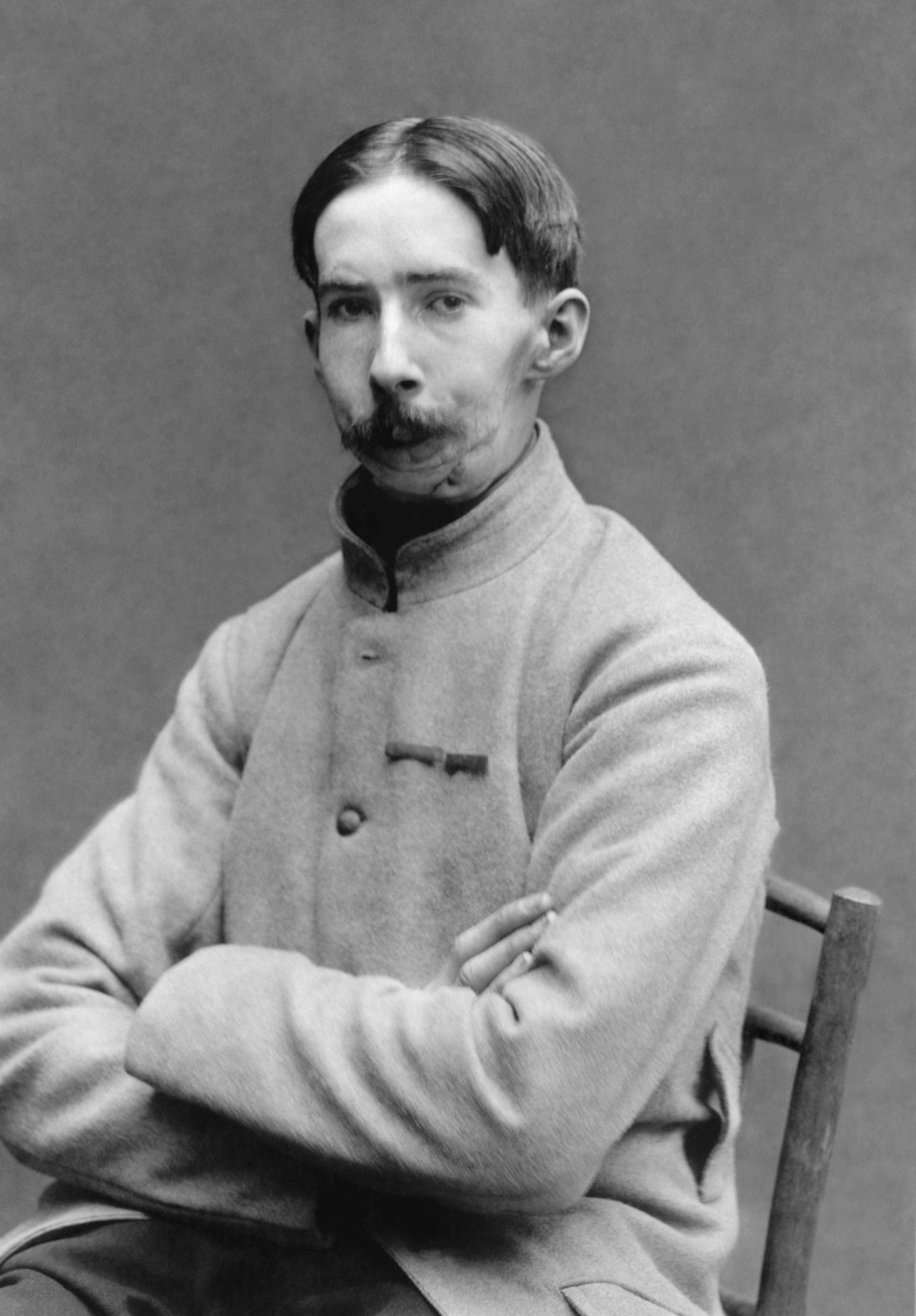
Французький солдат із понівеченим обличчям в ході Першої світової війни

Розбиті обличчя (gueules cassées) — це французький термін про військовослужбовців зі значними травмами (спотворенням) обличчя, який виник під час Першої світової війни.  Кажуть, полковник Піко створив термін, коли йому було відмовлено у проходженні перевірки на отримання статусу інвалід війни.
Траншейна війна захищала тіла, але голови залишала оголеними. Введення сталевого шолома в 1915 році зробило постріли в голову більш «живими», але це зменшення смертності означало понівечене життя тисяч людей.

## Передумови
На початку Першої світової війни поранених в голову, як правило, не вважали здатними вижити, і їм зазвичай не «допомагали першими». Це змінилося в ході війни. Був досягнутий певний прогрес у таких медичних практиках, як хірургія порожнини рота та щелепно-лицьової тканини, і особливо в галузі пластичної хірургії. Хірурги проводили експерименти з трансплантацією кісток, хрящів і тканин, і такі медики, як Іпполіт Морестін, Гарольд Гілліс та Леон Дюфурментель, досягли величезних успіхів.
Проте, через експериментальний характер таких операції, деякі вирішили залишитися з «розбитими обличчями». Деяким пораненим допомагали лицьові протези, щоб зробити їх більш-менш «нормальними».

## Розбиті обличчя
За оцінками, 4,2 мільйона французів було поранено в ході Першої світової війни, 300 тисяч з них було класифіковано як «понівечені». З них близько 15 тисяч можна було назвати «розбиті обличчя». Відразу після війни розбитті обличчя, не вважалися ветеранами війни та звільнялися від програми підтримки ветеранів, але це було змінено пізніше. У 1921 р. було створено Асоціацію поранених в обличчя та голови. Полковник Піко, згаданий вище, був одним з її засновників та пізніше президентом асоціації, яка і досі існує.